# Бернштам Олександр Натанович
Олександр Натанович Бернштам (18 вересня (1 жовтня) 1910, Керч — 10 грудня 1956, Ленінград) — радянський археолог і сходознавець, доктор історичних наук (1942), професор Ленінградського університету.

## Життєпис
Ще навчаючись у школі, працював з 1925 року в Севастопольський музеї краєзнавства. У червні 1931 року закінчив ЛІФЛІ і в серпні вступив в аспірантура ГАІМК, навчався, серед іншого, у С. Е. Малова і А. Н. Самойловича. У 1935 році захистив кандидатську дисертація «Соціально-економічний устрій стародавнього турецького суспільства Туркмі в Монголії».
З 1932 по 1956 — науковий співробітник Державного Ермітажу. З 1936 року одночасно — викладач ЛДУ, керівник постійно діючої археологічної експедиції Семиріччя — Тянь-Шань — Памір — Фергана.
24 серпня 1942 року в Ташкенті на засіданні Вченої ради Інституту історії АН СРСР захистив докторську дисертацію «Історія киргизів та Киргизстану з найдавніших часів до монгольського завоювання».
На початку 1950-х років праці Бернштама з історії тюркських народів зазнавали офіційної критики за «буржуазний націоналізм». "Бернштам чимало попрацював над тим, щоб засмічити історію матеріальної культури кукіль «маррівського вчення», — писала в 1953 році газета «Известия». Як наслідок, 1953 року вчений не зміг опублікувати жодної роботи.
Похований на Богословському кладовищі Санкт-Петербурга.
Дочка Бернштам Тетяна Олександрівна (1935—2008) — етнограф і фольклорист.

## Наукова діяльність
Досліджував пам'ятники Семиріччя, Тянь-Шаню, Паміру та Фергани, виділив періоди виникнення археологічних пам'яток Середньої Азії від 2-го тис. до н. е. по XV століття н. е.
Розробляв проблематики етногенезу, соціальної організації та економіки кочових народів Центральної Азії, а також вивчав давню епіграфіку та нумізматику.

### Наукові праці
- Жилище Крымского предгорья. Опыт социологического анализа // ИГАИМК. 1931. Т. 9. Вып. 67. С. 146.
- Руническая надпись в уйгурской рукописи // Записки Института Востоковедения АН СССР. 1939. Т. VII. С. 303—305.
- Археологические работы в Семиречье // КСИИМК. 1940. Вып. 4. С. 43—48.
- Кенкольский могильник. Л., 1940.
- Тюргешские монеты // ТОВЭ[уточнити]. Т. II. 1940. С. 105—112.
- Согдийская колонизация Семиречья // КСИИМК[уточнити]. Вып. 6, 1940, стр. 34—42.
- Памятники старины Таласской долины. Историко-археологический очерк. Алма-Ата, 1941.
- Археологический очерк Северной Киргизии. Фрунзе, 1941.
- Социально-экономический строй орхоно-енисейских тюрок VI—VIII вв. Восточнотюркский каганат и кыргызы. М.—Л., 1946.
- Араванские наскальные изображения и даваньская (ферганская) столица Эр-ши // Советская этнография. 1948. № 4. С. 155—161.
- Новые работы по тохарской проблеме // ВДИ. 1947. № 2. С. 134—138
- Среднеазиатская древность и её изучение за 30 лет // ВДИ. 1947. № 3. С. 83-94.
- Новые эпиграфические находки из Семиречья // ЭВ[уточнити]. Т. И, 1948. С. 107—113.
- Археологические работы в Южном Казахстане // КСИИМК. Вып. 26. 1949. С. 131—133.
- Основные этапы истории культуры Семиречья и Тянь-Шаня // Советская археология. Т. IX. 1949. С. 337—384.
- Советская археология Средней Азии // КСИИМК. 1949. Вып. 28. С. 517.
- Древнейшие тюркские элементы в этногенезе Средней Азии // СЭ. Вып. VI—VII. 1947. С. 148—158.
- Введение; ч. I, гл. I, III; ч. II, введение, гл. II; заключение // Труды Семиреченской археологической экспедиции. Чуйская долина // МИА[уточнити]. № 14. 1950.
- Древнетюркский документ из Согда // ЭВ, т. V, 1951, С. 65—75.
- Очерк истории гуннов. Л., 1951.
- Историко-археологические очерки Центрального Тянь-Шаня и Памиро-Алая. М.; Л., 1952 (МИА. № 26).
- Новый тип тюргешских монет // Тюркологический сборник. М.—Л., 1951. С. 68—72.
- Древнетюркское письмо на р. Лене // ЭВ, т. IV, 1951, стр. 76—86.
- Древнетюркские рунические надписи из Ферганы // ЭВ. Т. XI. 1956. С. 54—58.
- Древний Отрар // Изв. АН Каз. ССР. Серия «Археология». Вып. 3. 1991. С. 81—97.